# Arthur Benzaquen
Arthur Benzaquen (15 dicembre 1974) è un attore e regista francese.

## Biografia
Dopo aver lavorato come consulente musicale per una nota etichetta discografica, Benzaquen ha scritto testi per gli spettacoli di Canal+. Dopo essere apparso come attore in ruoli secondari, ha creato Zak, una serie televisiva trasmessa su Orange Cinéma Séries, in cui interpreta una star francese dell'R'n'B.

## Filmografia

### Attore
- Gomez vs Tavarès, regia di Gilles Paquet-Brenner e Cyril Sebas (2007)
- Coco, regia di Gad Elmaleh (2009)
- Fuga d'amore (R.T.T.), regia di Frédéric Berthe (2009)
- La Ligne droite, regia di Régis Wargnier (2011)
- Platane - serie TV (2011)
- Zak - serie TV (2011)
- Une rencontre, regia di Lisa Azuelos (2014)
- Les souvenirs, regia di Jean-Paul Rouve (2014)
- Les Nouvelles Aventures d'Aladin (2015)
- Holly Weed - serie TV (2017)
- Budapest, regia di Xavier Gens (2018)
- Fratelli Nemici - Close Enemies, regia di David Oelhoffen (2018)
- Selfie di famiglia (Mon bébé), regia di Lisa Azuelos (2019)
- Les Engagés, regia di Émilie Frèche (2022)

### Regista
- Zak, serie TV (2011)
- Les Nouvelles Aventures d'Aladin (2015)